# Alfa Romeo Tipo B/P3
Monopost Alfa Romeo Tipo B/P3 (též označovaný jako Alfa Romeo P3) byl jedním z nejúspěšnějších závodních vozů první poloviny 30. let, vyhrával až do nástupu německých stříbrných šípů Mercedes a Auto Union. Jednalo se o jeden z prvních monopostů, tedy jednomístných závodních vozů, ve kterých pilot seděl uprostřed.  Byl to klasický vůz Grand Prix navržený šéfkonstruktérem Alfy Romeo Vittoriem Janem, jedním z navazujících modelů na Alfa Romeo 8C. P3 byl prvním skutečným jednomístným závodním vozem Grand Prix a druhým monopostem Alfy Romeo po monopostu Tipo A (1931). Vycházel z dřívější úspěšné Alfy Romeo P2 a tento typ je považován za jeden z nejlepších závodních vozů, jaké kdy byly vyrobeny. Vůz zvítězil ve 46 Velkých cenách.

## Vznik a vývoj
Po sedmileté úspěšné existenci vozu Alfa Romeo P2 (1924-30), prvního mistra světa značek AIACR z roku 1925, se ukázalo, že je třeba tento automobil nahradit jiným, výkonnějším typem. Po první alternativě, kterým byl typ Alfa Romeo 8C 2300 Monza (1931), a druhé variantě Alfa Romeo Tipo A z téhož roku, zkonstruoval Vittorio Jano pro rok 1932 dle předpisů platných pro tzv. formula Libre nový typ označený jako P3. 
Předpisy nově definovaných podmínek pro sezónu Grand Prix 1934 přinesly větší požadavky na karoserii (hmotnost max. 750 kg), takže kvůli tomu byl motor převrtán na objem válců 2,905 litru (188 kW/255 k) a v roce 1935 pro Velkou cenu Německa byl zdvihový objem zvýšen na 3165 cm³ (195 kW/265 k). V roce 1935 vznikla i dvoumístná verze P3. Ta však byla modifikována pro závody sportovních vozů (např. vítěz Mille Miglia 1935), takže měla blatníky a světla. Poslední variantou motoru verze o objemu 3822 cm³ (vrtání 78mm, zdvih 100 mm, výkon 242 kW/330 k). Tento motor měl být nasazen již při Velké ceně Francie 23. června, ale objevil se až 8. září na Velké ceně Itálie pod označením Alfa Romeo 8C-35. 

## Popis vozu
Motor byl řadový osmiválec se dvěma bloky válců a s dvoudílným klikovým hřídelem, přeplňovaný dvěma kompresory Roots s rozvodem DOHC. Zdvihový objem při vrtání 65 mm a zdvihu 100 mm činil 2654 cm³. Při kompresním poměru 6,5:1 dosahoval zprvu výkonu 140 kW/190 k. Později při zvýšeném přetlaku obou kompresorů Roots měl motor výkon 147 kW/200 k při 5500 ot/min a v poslední fázi vývoje až 158 kW/215 k.
Každý válec měl dva ventily, které byly rozevřeny na 100°, každý ventil byl zavírán třemi soustřednými vinutými pružinami. Zapalování magnetem jednou svíčkou ve válci, mazání tlakovou pumpou. Před kompresory byly zapojeny dva karburátory Memini popř. Weber.  
Jednou z hlavních silných stránek motoru byl jeho točivý moment při nízkých otáčkách. Síla na zadní kola byla přenášena prostřednictvím dvou hnacích hřídelí (od rozvodovky vedly dva hnací hřídele, na každé straně jeden a poháněly kola samostatně přes kuželové ozubené převody), které umožňovaly umístění sedadla řidiče níže v podvozku. Původní odpružení listovými pružinami bylo v roce 1935 nahrazeno nezávislým předním zavěšením (náprava Dubonnet).
Základ konstrukce představoval tradiční rám, podvozek s rozvorem 2642 mm měl ortodoxní tuhé nápravy, podélná půleliptická pera a ještě třecí tlumiče. Obří bubnové brzdy průměru 400 mm vyplňovaly prakticky celý prostor za drátovými koly s pneumatikami 28 x 5,50". Byly totiž ještě mechanické s lanovody a nikoli hydraulické, řízení pak šnekové. Palivová nádrž se nacházela vzadu a pojala 140 l benzinu, do olejové tamtéž se vešlo 20 l maziva. Od Avusu 1934 dostaly některé vozy speciální aerodynamické karoserie Aerodinamica s kulatější přídí a kapkami za koly, které je prodloužily na 4,08 m a zaoblená záď se zvedla na 1,34 m. Na dlouhých rovinkách byly tyto vozy schopny dosáhnout rychlosti až 275 km/h.
Původní odpružení listovými pružinami bylo v roce 1935 nahrazeno nezávislým předním zavěšením (André) Dubonnet. Vozy dostaly čtvrteliptické zadní pružiny a nezávislé přední zavěšení. Motor byl zvětšen na 3,2 litru a nakonec na 3,8 litru.

## Sportovní úspěchy
- 1932

Vůz P3 byl představen v červnu, v polovině sezóny Grand Prix 1932 v Evropě. Vyhrál hned svůj první velký závod v rukou Tazia Nuvolariho a v tom roce vyhrál tým S.A. Alfa Romeo s P3 celkem 6 závodů, za řízení Nuvolariho a Rudolfa Caraccioly, včetně všech tří Grande Épreuves v Itálii (5. června), Francii (3. července, Nuvolari před Borzacchinim a Caracciolou, všichni na P3) a Německu (17. července, Carracciola před Nuvolarim a Borzacchinim, všichni na P3). Sezonu P3 uzavřel 3 vítězstvími na menších závodech v Itálii, 31. července Coppa Ciano (Nuvolari před Borzacchinim), 14. srpna Coppa Acerbo (Nuvolari před Caracciolou) a 11. září Velká cena Monzy (Carraciola). Nuvolari se stal mistrem Evropy, Caracciola skončil na 3. místě a Alfa Romeo zvítězila v poháru výrobců. Sbírku úspěšných vystoupení doplnil Giuseppe Campari 4. místem v Itálii (celkově v ME na 9. místě) a Baconin Borzacchini 2. místem ve Francii a 3. v Německu (celkově v ME na 2. místě). Baconin Borzacchini se zúčastnil i 3. ročníku závodu na Masarykově okruhu v Brně, avšak Borzacchini jezdící na 2. místě zastavil na konci 9. kola v depu pro poruchu diferenciálu a brzd a odstoupil.

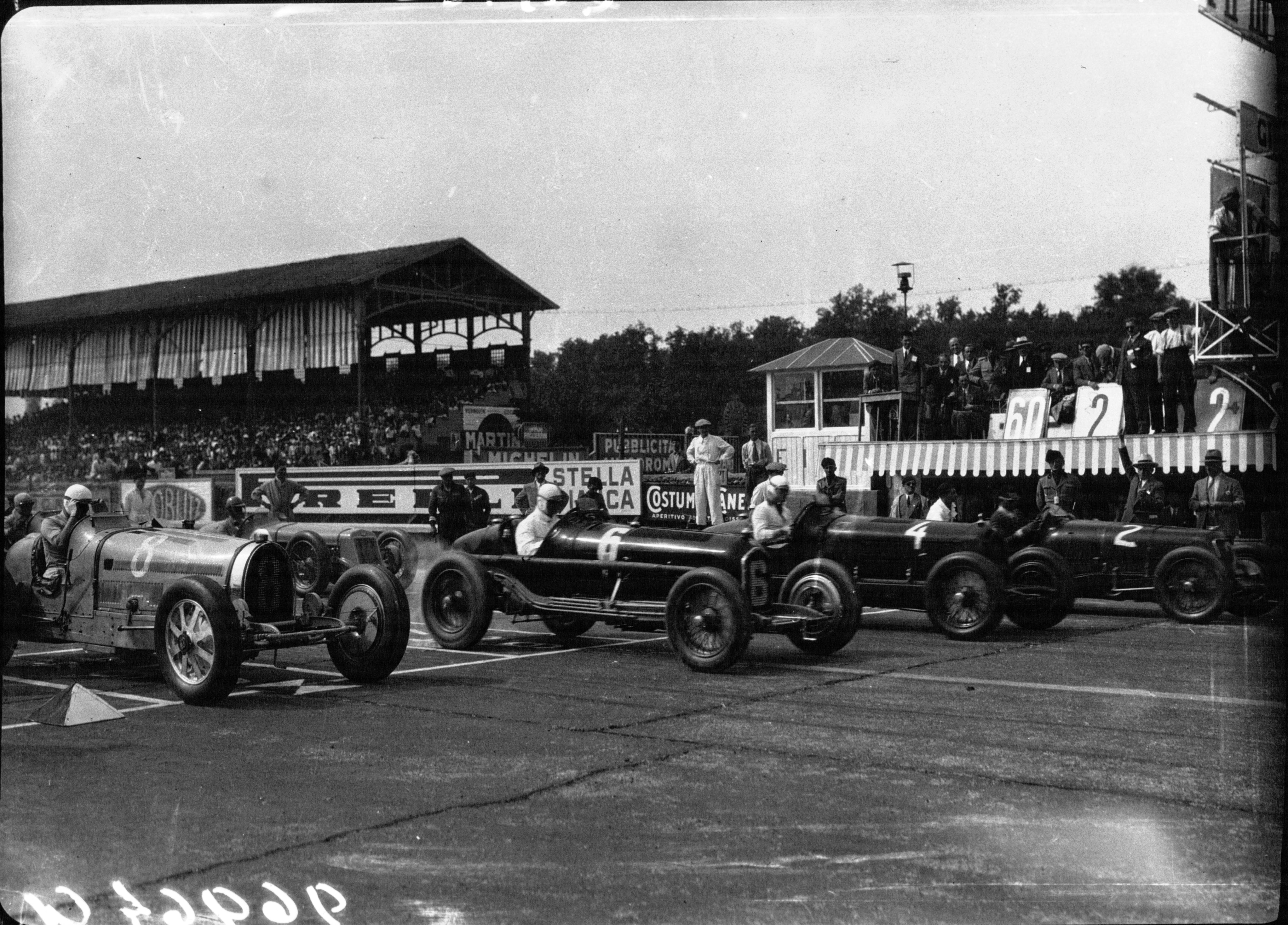
Grid Velké ceny Monzy 1932, start 1. rozjíždky, st. č. 6 Caracciola na B/P3 (pozdější vítěz finálové jízdy)

V tomto roce se P3 vítězně účastnil i závodů do vrchu v evropském mistrovství. Rudolf Caracciola vyhrál 24. června Gaisberg u Salcburku, 7. srpna Klausen ve Švýcarsku a 21. srpna Schauinsland u Freiburgu. Carraciola vyhrál na starším Alfa Romeo 8C 2300 Monza i Kesselberg u Koselu am See (12. června) a Mont Ventoux u Avignonu (4. září). Tyto výsledky mu zabezpečily titul mistra Evropy v závodních vozech resp. titul v Mezinárodním alpském mistrovství.
- 1933

Finanční potíže firmy Alfa Romeo, které vyvrcholily na přelomu let 1932/33, způsobily, že se továrna v roce 1933 přestala závodů Grand Prix zúčastňovat. S vozy Alfa Romeo (avšak se staršími typy Alfa Romeo 8C 2300 Monza, resp. s motory o objemu válců 2600 cm³) závodil tým Scuderia Ferrari. Se starším vozem se nedařilo navázat na dřívější drtivou převahu P3 (Nuvolari a Borzacchini dokonce dezertovali k Maserati), a proto se Alfa v polovině sezony rozhodla zapůjčit Ferrarimu vozy P3. Od toho okamžiku vítězná jízda pokračovala. Ve zbytku sezony nově angažovaní Fagioli a Chiron zaznamenali každý tři vítězství: Coppa Acerbo (Fagioli), Grand Prix du Comminges (Fagioli), Grand Prix de Marseille (Chiron), Velká cena Itálie (Fagioli), Masarykův okruh (Chiron) a Velká cena Španělska (Chiron). Vítězstvím na 4. Masarykově okruhu završil Chiron brněnský hattrick, od té doby se zaužívalo nejen na brněnsku úsloví: Jedeš jako Širón... Sezona však byla poznamená tragickou smrtí Guiseppa Campariho, který se na tomto voze při Velké ceně Monzy 10. září zabil.
V evropském šampionátu v závodech do vrchu v roce 1933 zvítězil v závodních vozech hrabě Carlo Felice Trossi. Střídal Alfu Romeo 8C 2600 (Gaisberg, Stelvio) a P3 (Monte Ceneri u Lugana). V mistrovství byly z finančních důvodů uspořádány jen 4 závody, Trossi vyhrál ve 3 z nich.
Championem Itálie (seriál 10 italských závodů) se stal Luigi Fagioli, který zvítězil ve dvou závodech (Coupe Ciano a GP Itálie). Titul pro výrobce získala známka Alfa Romeo.
- 1934

Nejúspěšnější rokem modelu P3 byly roky 1934 a 1935. V roce 1934 zvítězili jezdci na P3 v 16 závodech z 36, které se v té sezoně jely. Alfa Romeo vyrobila pro rok 1934 novou, výkonnější 2,9 litrovou verzi svého motoru pro vůz Tipo B/P3 Monoposto. Tovární vozy závodily pod hlavičkou Scuderia Ferrari, kde se sešel tehdejší výkvět jezdců včetně veteránských es Achille Varziho a Louise Chirona, senzačního nového špičkového jezdce Guye Molla a také hrabě C. F. Trossi, Marcel Lehoux atd. Za Grande Épreuves byly toho roku označeny Velké ceny Monaka, Francie, Německa, Belgie, Itálie a Španělska. Do prvního závodu sezony 2. dubna v Monte Carlu nasadila stáj 5 vozů B/P3. Zvítězil Alžířan Guy Moll před Louisem Chironem, Marcel Lehoux dojel 4. a Achille Varzi 6. Pouze Carlo Felice Trossi odpadl po 95. kole (ze 100), byť zajel nejrychlejší kolo závodu průměrnou rychlostí 95,4 km/h. Chiron, který v podstatě celý závod jezdil v čele, v 93. kole nezvládl průjezd zatáčkou a najel na pytle s pískem. Než se z pasti "vyhrabal", předjel ho Moll, který tak v prvním závodě za Alfu Romeo dosáhl na triumf.  V menších závodech potom vyhrál Varzi (Alessandria 22. dubna, Tripolis 6. května, Targa Florio 20. května), Chiron (Casablanca 20. května), Moll (Avus 27. května) a Brian Lewis (Isle of Man/Tourist Trophy 1. června). Varziho vítězství na Targa Florio znamenalo první historický double, kdy jeden jezdec vyhrál ve stejném roce dva nejtěžší italské závody Targu a Mille Miglia. V tisícimílovém závodě 8.-9. dubna nejel na P3, ale na sportovním voze Alfa Romeo 8C 2600.

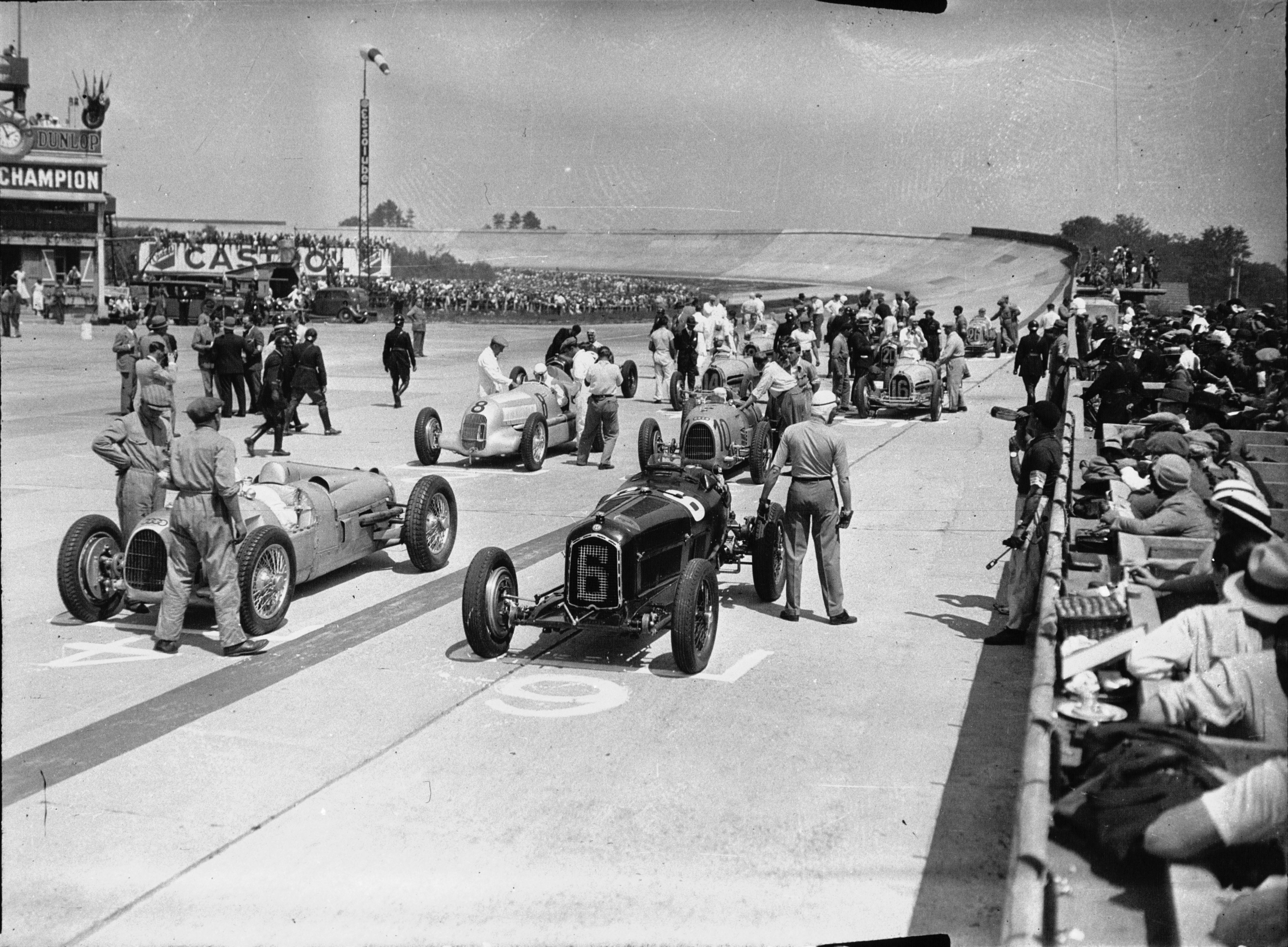
Grid Grand Prix Francie 1934, v 1. řadě Achille Varzi s B/P3 (st. č. 6)

Od závodu ADAC Eifelrennen na Nürburgringu (3. června) se na závodních tratích objevily nové stroje Auto Union Type A a Mercedes-Benz W25 a se suverenitou B/P3 byl konec. Ještě v menších závodech B/P3 vítězily, ale v Grande Épreuves prvenství již spíše patřilo německým hegemonům. Carlo Felice Trossi zvítězil 3. června v první Velké ceně Montreux, Varzi 17. června ve Velké ceně Penya Rhin na okruhu Montjuïc u Barcelony. Labutí písní roku 1934 bylo trojnásobné vítězství Tipo B/P3 ve Velké ceně Francie 1. července na okruhu Montlhéry, kdy zvítězil Chiron před Varzim a Trossim s Mollem (všichni B/P3). Trojnásobné vítězství B/P3 bylo zopakováno ještě na okruhu Reims-Gueux při Velké ceně Marny (8. července) v pořadí Chiron, Moll a Varzi s Marinonim. Při Velké ceně Německa 15. července Chiron obsadil 3. místo za Hansem Stuckem (Auto Union Type A) a Luigim Fagiolim (Mercedes-Benz W25). Po lokálních vítězných závodech GP Vichy (Trossi) a Coppa Ciano/Coupe Montenero (Varzi) přišla Velká cena Belgie a tam ani jeden vůz B/P3 nedojel do cíle.

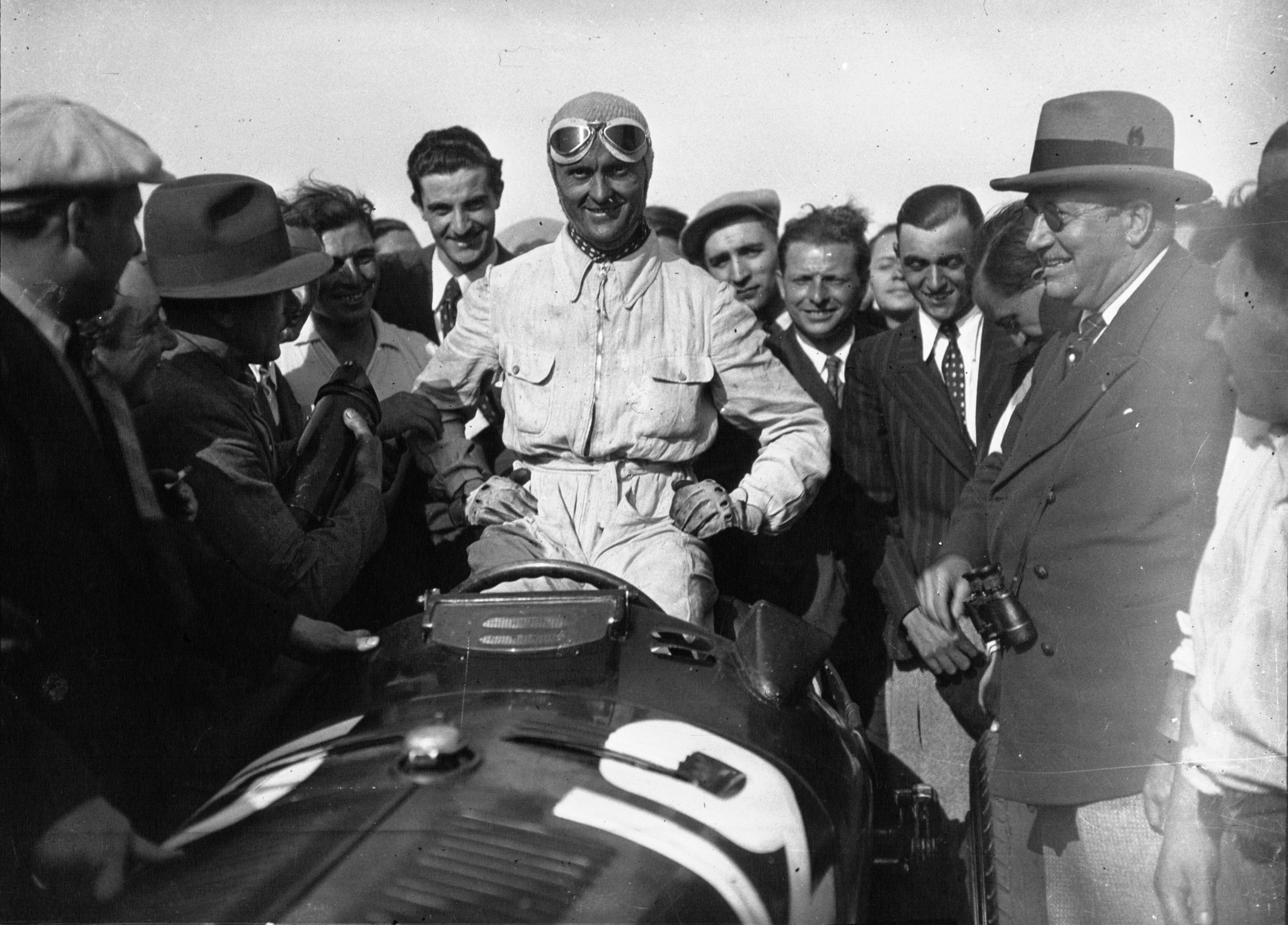
Louis Chiron na B/P3, vítěz GP Francie 1934

Posledními úspěchy roku 1934 bylo vítězství Varziho v GP Nice (19. srpna), Comottiho v GP du Comminges (26. srpna) a Trossiho na okruhu Biella (2. září). Na Grande Épreuves (Velká cena Itálie v Monze) 9. září zvítězila posádka R. Caracciola / L. Fagioli (M-B W25) před H. Stuckem s H. zu Leiningenem (AU Type A), na Trossiho s Comottim zbylo 3. místo a na Chirona 4. Totéž se zopakovalo v bleděmodrém 25. září při GP Španělska, kde prvá dvě místa obsadil M-B W25 (Fagioli a Caracciola) a na Varziho se Chironem zbylo 5. místo. Mladý, talentovaný 24letý závodník Guillaume Laurent "Guy" Moll (28.5.1910-15.8.1934) se zabil na Tipo B/P3 15. srpna v závodě Coppa Acerbo v Pescaře. Jeho vůz vylétl z dráhy a několikrát se převrátil. Uvádí se, že vůz byl zasažen větrem scirocco, Moll nad ním ztratil kontrolu, vjel do příkopu a jeho Alfa se převrátila a pokračovala v sérii vývrtek. Utrpěl při tom smrtelná zranění, kterým zakrátko podlehl. Při 5. ročníku závodu na Masarykově okruhu ze 3 startujících vozů (Varzi, Chiron, Comotti) dojel jediný Varzi na 5. místě.
I v kopcích docházel Alfám "dech". Na typu B/P3 bylo zaznamenáno v roce 1934 jediné vítězství (Stelvio u Merana, 26. srpna, Mario Tadini). V několika závodech však zvítězil příbuzný typ Alfa Romeo 8C 2600 Monza (Parma-Poggio di Berceto, Riesengebirgsrennen - Krkonošský závod v Ober-Schreiberhau/Szklarska Poręba, Norlingsbergsbacken/Falun, Develier-Les Rangiers, Feldberg/Taunus, Montreux-Caux, Bolonga-Forte Bandiera, Coppa Gallenga/Rocca di Papa a Treponti-Castelnuovo/Padova. Jednalo se však o lokální závody, v těch vyhlášených spíše vítězily vozy Bugatti (Dreyfus, Hartmann, Rey, Steinweg atd.), Auto Union Type A (Stuck) a M-B W 25 (Caracciola).
- 1935

Pro rok 1935 Alfa Romeo svoje vozy Alfa Romeo Tipo B/P3 výrazně inovovala. Dostaly vpředu nové nezávislé zavěšení kol a v motoru přibylo mnoho koní díky zvětšenému zdvihovému objemu na 3165 cm³ s výkonem 195 kW/265 k resp. na 3822 cm³ s výkonem 243 kW/330 k. Aby převodovka vydržela výkon, první rychlostní stupeň byl vyjmut a ostatní rychlostní stupně rozšířeny. Vůz se v rozchodu a rozvoru o pár centimetrů zvětšil. V tomto roce dosáhly vozy B/P3 celkem 21 vítězství (okruhy, dálkové závody, vrchy). Do stáje Scuderia Ferrari se vrátil veterán Tazio Nuvolari, zůstal zde Louis Chiron a Mario Tadini, přibyli René Dreyfus a Antonio Brivio.
Ještě na konci zimy Tazio Nuvolari s novým motorem 3,2 l zvítězil ve Velké ceně Pau (24. února) a René Dreyfus na stejném typu zde obsadil 2. místo. Ve sportovním Alfa Romeo Tipo B 2,9 l posádka Carlo Maria Pintacuda/A. Della Stufa zvítězila 14.-15. dubna v tradičním závodě Mille Miglia. O 14 dnů později (28. dubna) Antonio Brivio na Tipo B/P3 2,9 l zvítězil v 26. ročníku Targa Florio na sicilské Madonii před Louisem Chironem, který jel na silnějším Tipo B/P3 3,2 l. To byl velice slibný začátek sezony.

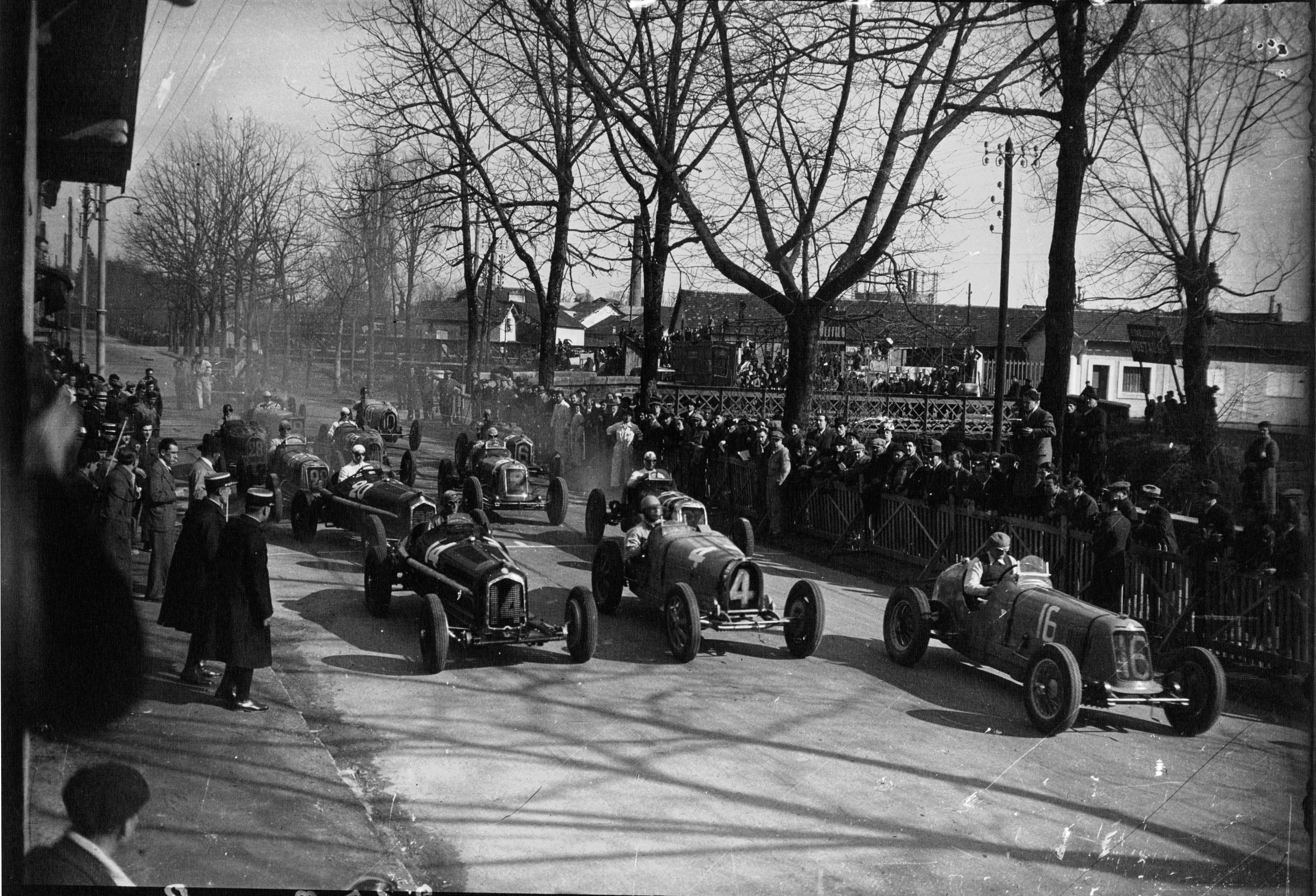
Start Grand Prix de Pau (1935), st. č. 14 Nuvolari (vítěz), za ním st. č. 20 Dreyfus (2. místo)

V květnu a červnu v rychlém sledu Tipo B/P3 vítězí Tazio Nuvolari na městském okruhu v Bergamu (Citta Alta, 19. května), soukromý jezdec Raymond Sommer ve Velké ceně unie francouzských motocyklistů (Union Motocycliste Française, UMF) na okruhu v Montlhéry (2. června) a na okruhu v Bielle zaznamenali Nuvolari a Trossi vítězný double (9. června). V Nancy na severovýchodě Francie uspořádal L'Automobile Club Lorraine 30. června závod v lotrinskou Grand Prix de Lorraine (též jako Grand Prix de Nancy), ve které na Tipo B/P3 3,2 l zvítězil Louis Chiron. To vše ale byly závody místního významu. Na Grande Épreuves to až tak slavné nebylo. V Monte Carlu (22. dubna) Dreyfus a Brivio obsadili 2. a 3. místo za Fagiolim na Mercedesu W25 a ve Velké ceně Francie (23. června) Louis Chiron ani nedojel do cíle pro poruchu diferenciálu.

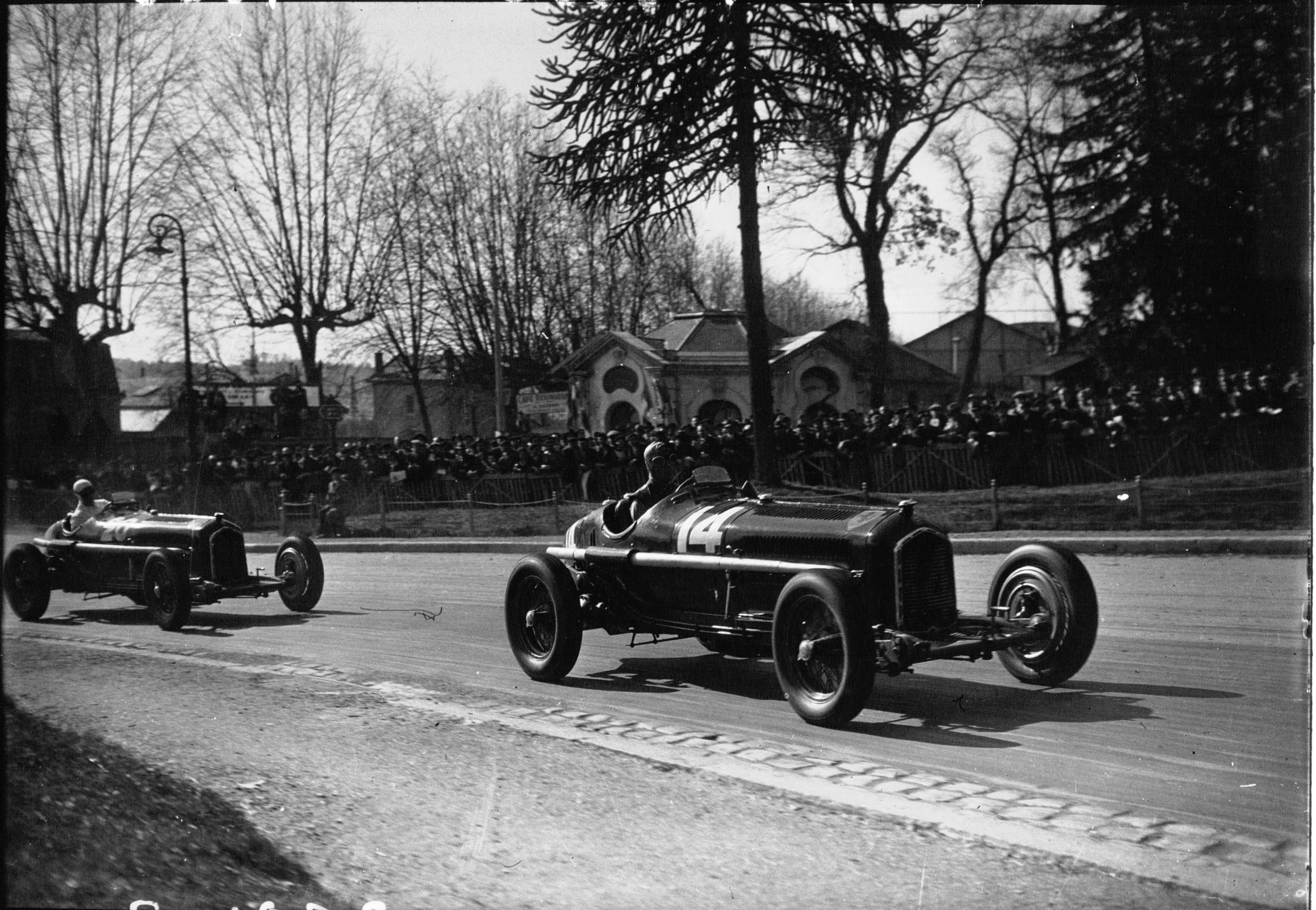
Nuvolari a Dreyfus na B/P3 v Grand Prix de Pau 1935 (1. a 2. místo)

Počátkem července (7.7.) René Dreyfus vyhrál 9. Velkou cenu Marny v Reims-Gueux a ve stejný den trojice Nuvolari, Brivio a Pintacuda kompletně obsadila stupně vítězů při městském závodě v Parco Valentino (Grand Prix Turína). O týden později v 6. ročníku Grand Prix Belgie ve Spa-Francorchamps (Grande Épreuves) na Chirona "zbylo" 3. místo a na Dreyfuse s Marinonim 4., zvítězil Caracciola na novém Mercedesu W25B před Fagiolim s Brauchitschem na starším W25A. Ve 6. Velké ceně Dieppe vyhrál Dreyfus před Chironem a v další "velké zkoušce" (Grand Prix Německa) 28. července na Nürburgringu Tazio Nuvolari vyhrál, když za sebou nechal 4 Auto Uniony, 5 Mercedesů a 6 Maserati.
Odhadem přišlo 250-300 tisíc diváků kolem okruhu plus ti na tribunách a stali se svědky klasiky, jednoho z nejslavnějších závodů Grand Prix všech dob. Poprvé v historii byl start učiněn světelnými signály. Nuvolari z první řady se okamžitě dostal do vedení, ale Caracciola ze třetí řady ho dostihl a za boxy se dostal vedení. Ve 2. kole Nuvolari na mokré trati chyboval, v zatáčce Bergwerk svou Alfu roztočil a vyjel mimo trať. Než se dostal zpět na trať ztratil 25 vteřin, předstihli jej Fagioli, Rosemeyer, Brauchitsch a Chiron. Bitva o vedení pokračovala mezi těmito jezdci, Nuvolari až do 6. kola jezdil na 6. místě, pak začal na osychající trati zrychlovat. V 9. kole byl Nuvolari už 2. za Caracciolou a v 10.kole se dostal do čela, byť vedoucí 3 vozy jely v rozmezí 4 vteřin. V 11. kole vedoucí jezdci tankovali, Nuvolariho mechanikům se "podařilo" zlomili rukojeť tankovacího čerpadla a tak se museli vrátit k přelévání paliva z nádob velkým trychtýřem. Temperamentní Tazio zuřivě gestikuloval a nadával, ale nebylo mu to nic platné, ztratil přes 2 minuty a propadl se na 6. místo, ale potom zahájil velkou stíhací jízdu. Po 13. kole byl 4., po 14. již 3., po 15.kole jel na 2. místě o minutu a půl za Brauchitschem. Nuvolari, který jel neuvěřitelným tempem, od 14. do 20.kola dohnal dalších 42,4 vteřiny. V posledním 22. kole byl Nuvolari na vracečce Karussell jen 10 vteřin za Brauchitschem, ale do cíle dojel první létající Mantovan, protože Brauchitschovi na Karussellu praskla levá zadní pneumatika. Von Brauchitsch pokračoval na ráfku, jen aby viděl, jak Nuvolari s Alfou Romeo Typ B/P3 projel a po více než 4 hodinách závod vyhrál. Červená Alfa odmávnuta šachovnicovou vlajkou projela cílem za hrobového ticha tribun, takové bylo zklamání ohromeného davu. Tazio Nuvolari dosáhl svého největšího vítězství a pobil devět německých vozů na domácí půdě. Později byla prohra označena za Neubauerovu manažerskou chybu (uvádí se také, že Brauchitsch pokynů Neubauera nedbal), protože nestáhl Brauchitsche mezi 18. a 21. kolem k výměně pneumatik. I po výměně kol by se Brauchitsch vrátil do čela s pohodlným náskokem. Kvůli organizační chybě, které se dalo předejít, a také kvůli nedisciplinovanému temperamentu von Brauchitsche, bylo téměř jisté vítězství ztraceno.
Po tomto Nuvolariho triumfu Alfa B/P3 zvítězila v dalších 8 závodech spíše místního významu: Grand Prix du Comminges (Sommer, 4. srpna), Coppa Ciano (Nuvolari, 4. srpna), Velká cena Nice (18. srpna, prvá 4 místa v pořadí Nuvolari, Chiron, Dreyfus a Sommer), Circuito di Modena (15. září, Nuvolari na novém typu 8C-35/3,8 l před Tadinim, Pintacudou a Briviem na B/P3), Coppa Edda Ciano na okruhu Lucca - Toscana (29. září, Pintacuda), na 1. ročníku závodu v Donningtonu (5. října, Dick Shuttleworth) a konečně na Coppa delle Sila v Cosenze (6. října, Brivio). Na "horské" části okruhu Brooklands se 19. října uskutečnil 5. ročník závodu Mountain Championship a vítězství si odnesl Dick Shuttleworth na starším typu Tipo B/P3 2,9 l. Na Velké ceně Masarykově startovaly 29. září 3 Alfa Romeo, Chiron a Brivio-Sforza na Tipo B/P3 (3,2 l) a Nuvolari na Alfa Romeo 8C-35 (3,8 l). Nuvolari dojel 2., Chiron 3. a Brivio 5. Zvítězil Bernd Rosemayer Na Auto Unionu typu B.

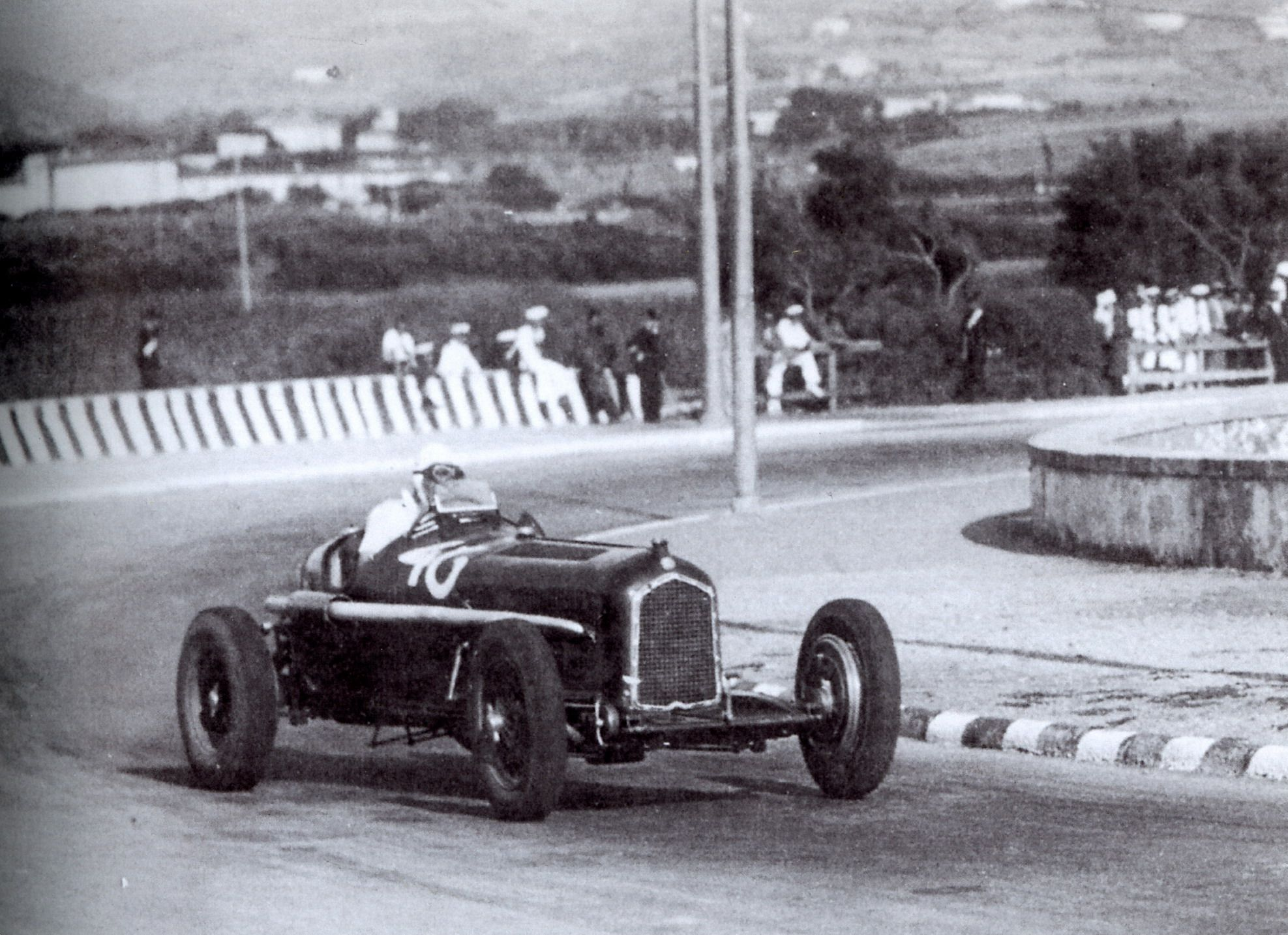
Clemente Biondetti, Alfa B/P3, Coppa Ciano (1936)

V závodech do vrchu na B/P3 zvítězil 4. srpna Mario Tadini na Grossglockneru a 1. září na Stelviu (Merano).
Na Avusu 26. května Alfa Romeo nasadila "monstrum" 16C-35 Bimotore se dvěma osmiválcovými motory (vpředu a vzadu, 2x 2,9 l), aby čelila Mercedesu a Auto Unionu, ale tento vůz se nemohl výrazněji prosadit, protože překračoval váhový limit 750 kg pro formuli platnou v roce 1935. Na Avusu s ním Chiron dojel na 2. místě za Mercedesem W25 Fagioliho. Nuvolari však na tomto bi-motorovém voze ustanovil 2 nové světové rychlostní rekordy v třídě B (5001-8000 ccm). Na 1 km s letmým startem dosáhl rychlosti 321,285 km/h a na 1 míli s letmým startem 323,125 km/h.
- 1936 a pozdější roky

Hlavními vozy od roku 1936, které Alfa Romeo nasazovala do závodů Grand Prix, byly modely Tipo 8C-35 s motorem 3,8 l a Tipo 12C-36 s novým 4,1litrovým motorem V12. V roce 1936 závodili s původními vozy B/P3 soukromí jezdci Pierre Raymond Sommer, Charles Martin, José de Villapadierna, Gianni Battaglia, Clemente Biondetti, Arthur Charles Dobson a další. Raymond Sommer s typem B/P3 3,2 l obsadil v mistrovství Evropy 5. místo, když v Monaku dojel 7. a v Německu na 9. místě (ve Švýcarsku nedojel a v Itálii nestartoval). Poslední účast zaznamenal tento vůz na Velké ceně Masarykově v roce 1937. Renato Balestrero však skončil svoji účast již ve 4. kole. V letech 1939 - 1940 závodilo Tipo B na Indy 500, kterého se zúčastnil Frank Griswold a další vůz přihlášený Donem Leem závodil v Indy 1946 - 1947, ale bez výraznějšího úspěchu.
Ve Velké ceně v Riu de Janeiro 28. září 1941 zvítězil na Tipo B/P3 3,2 l Brazilec Francisco "Chico" Landi. Na 2. Velké ceně Buenos Aires 23. listopadu 1941 obsadil s tímto vozem 4. místo. Ještě v roce 1942 Adriano Malusardi zvítězil 5. dubna v argentinské Velké ceně Vendimia (Mendoza) a Pablo Pessatti 18. července v uruguayské Velké ceně na národním autodromu v Barra de Santa Lucía.

## Vítězné závody Alfa Romeo P3
Od roku 1932 do roku 1941 P3 zvítězila ve 46 Grand Prix. Za nejslavnějších 20 vítězství jsou považovány závody:
- Velká cena Itálie (1932 Nuvolari, 1933 Fagioli)
- Velká cena Francie (1932 Nuvolari, 1934 Chiron)
- Velká cena Německa (1932 Caracciola, 1935 Nuvolari)
- Coppa Ciano (1932 Nuvolari, 1934 Varzi, 1935 Nuvolari)
- Velká cena Pescary/Coppa Acerbo (1932 Nuvolari, 1933 Fagioli)
- Velká cena Monzy (1932 Caracciola)
- Velká cena Španělska (1933 Chiron)
- Masarykův okruh (1933 Chiron)
- Velká cena Monaka (1934 Moll)
- Targa Florio (1934 Varzi, 1935 Brivio)
- Velká cena Maroka (1934 Chiron)
- Mille Miglia (1935 Pintacuda)
- Velká cena Doningtonu (1935 Shuttleworth)

## Galerie

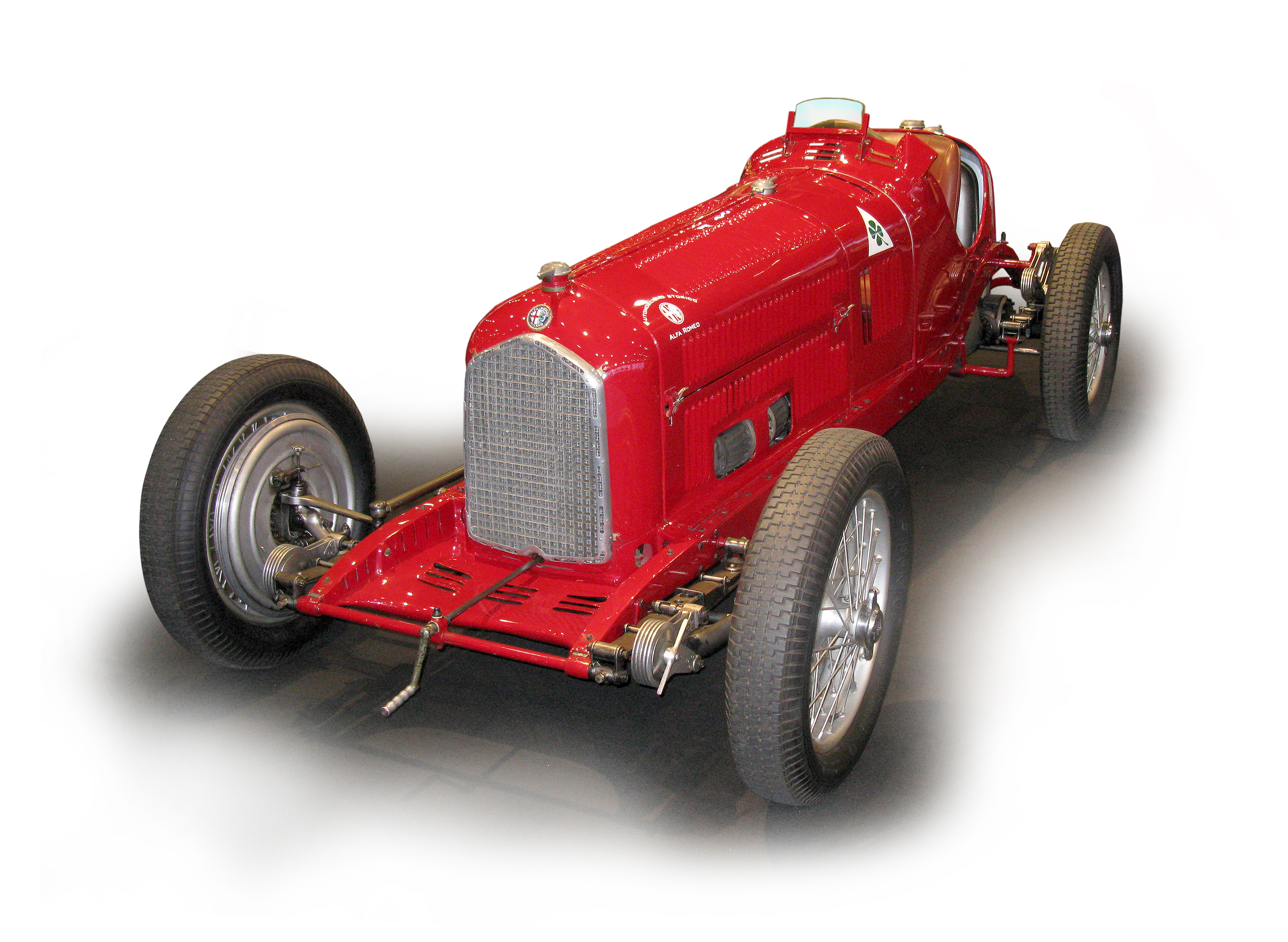
Alfa Romeo Tipo B/P3 (Classic Motorshow Brémy 2010)
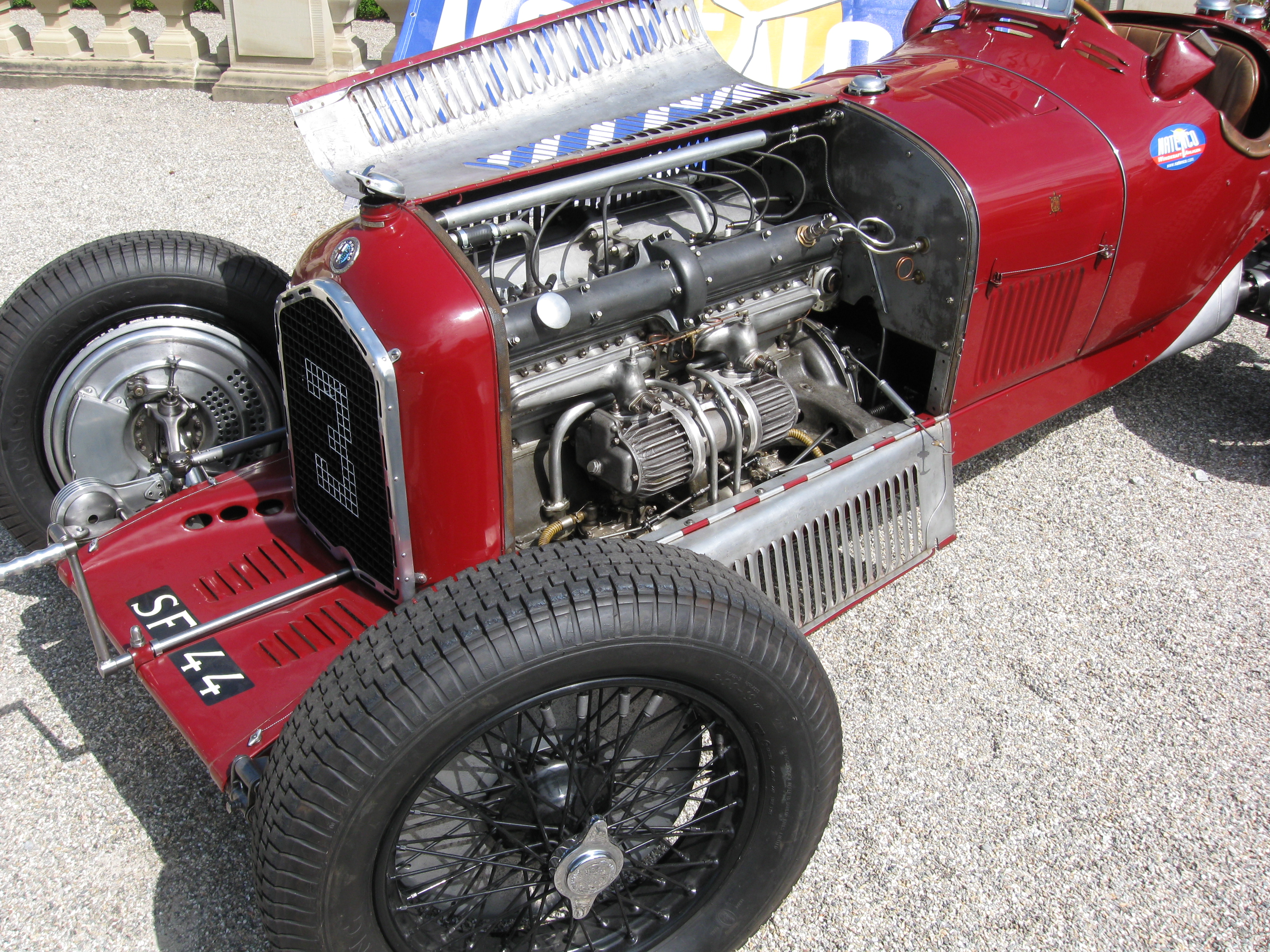
Alfa Tipo B/P3, motor
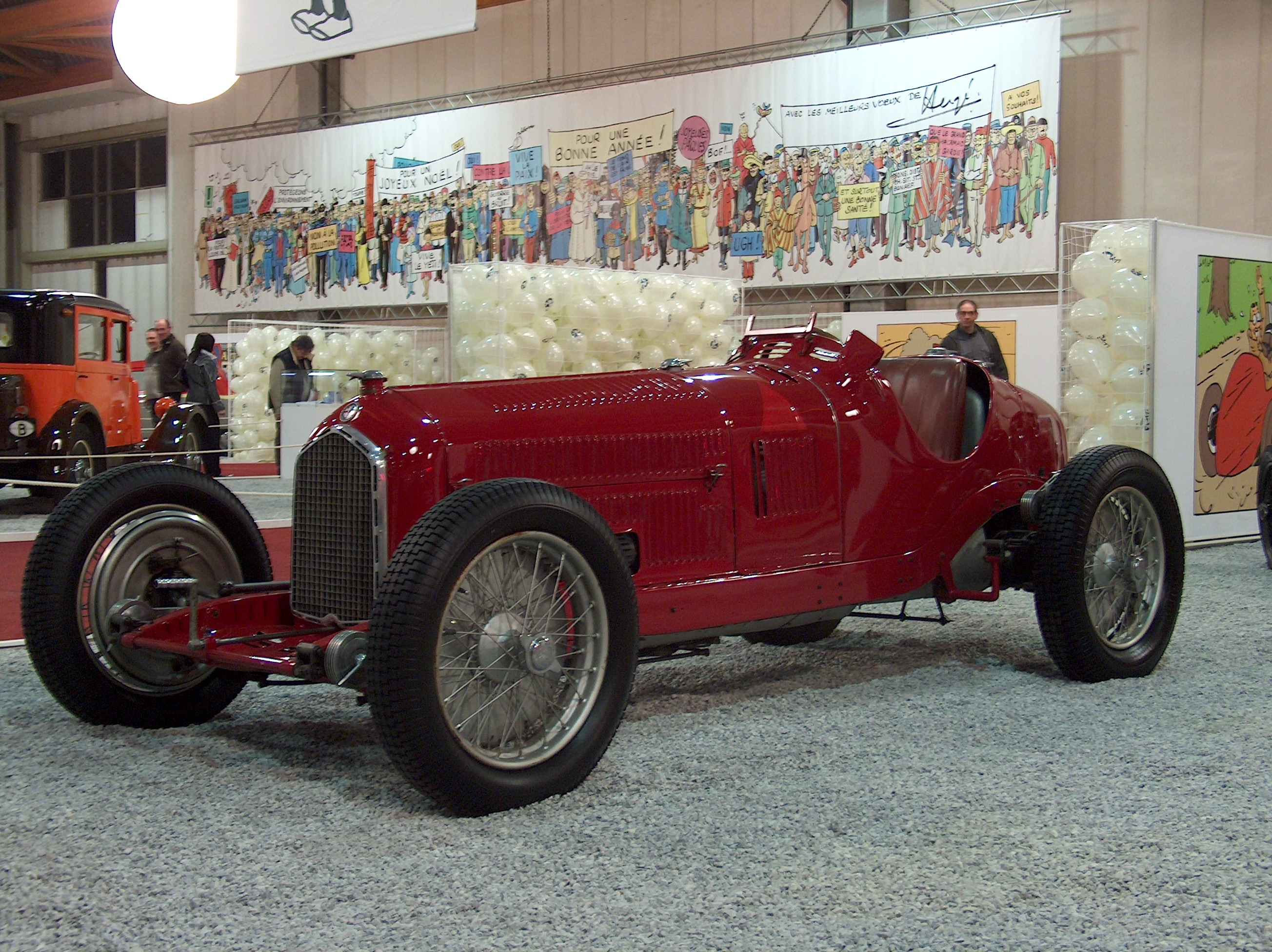
Alfa Romeo Tipo B/P3 z roku 1932 vystavená Motor Show v Bruselu (2006)
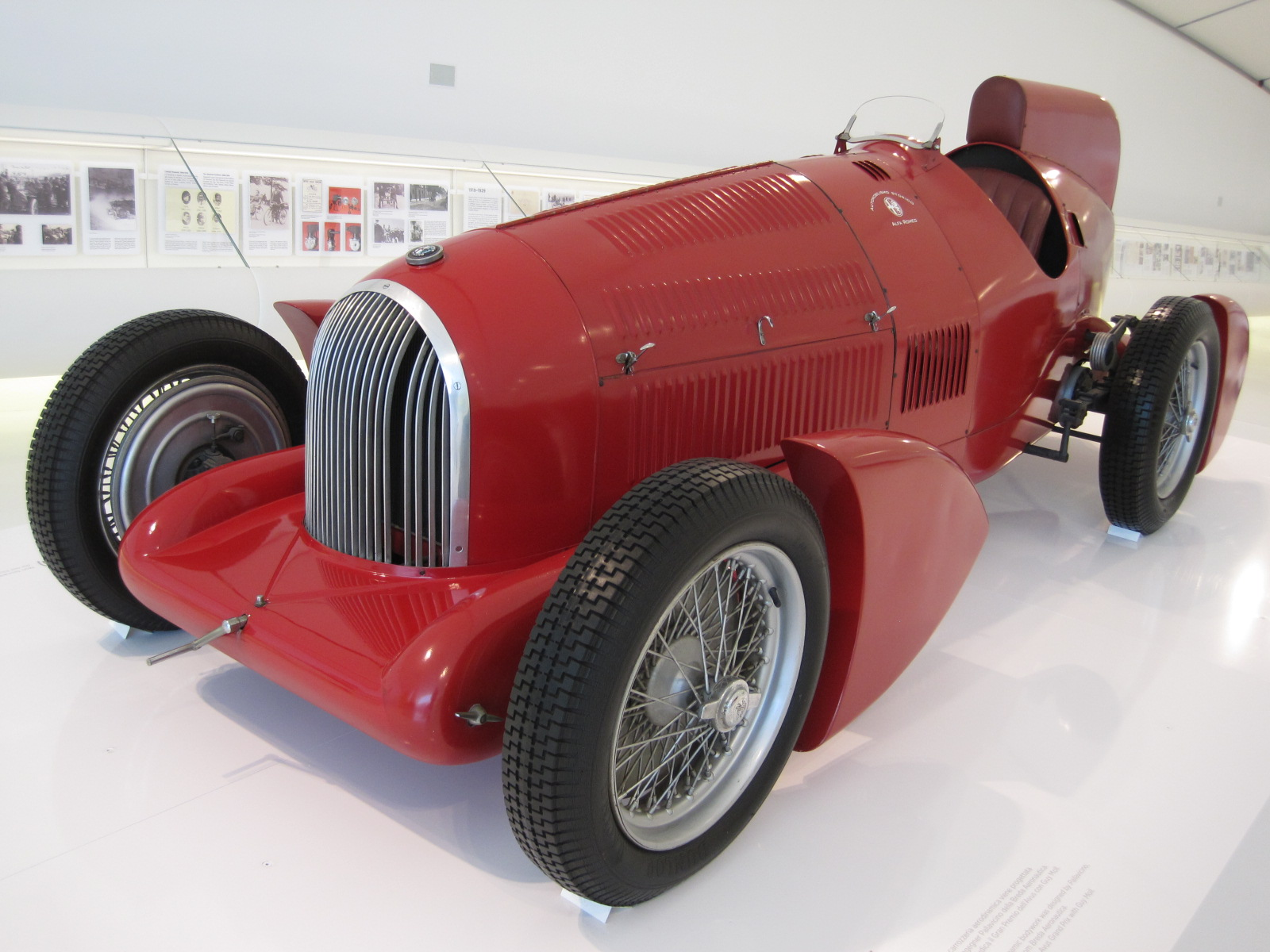
Alfa Romeo Tipo B/P3 Aerodinamica, se kterým jel Guy Moll na Avusu v roce 1934 (Muzeum Enza Ferrariho v Modeně)
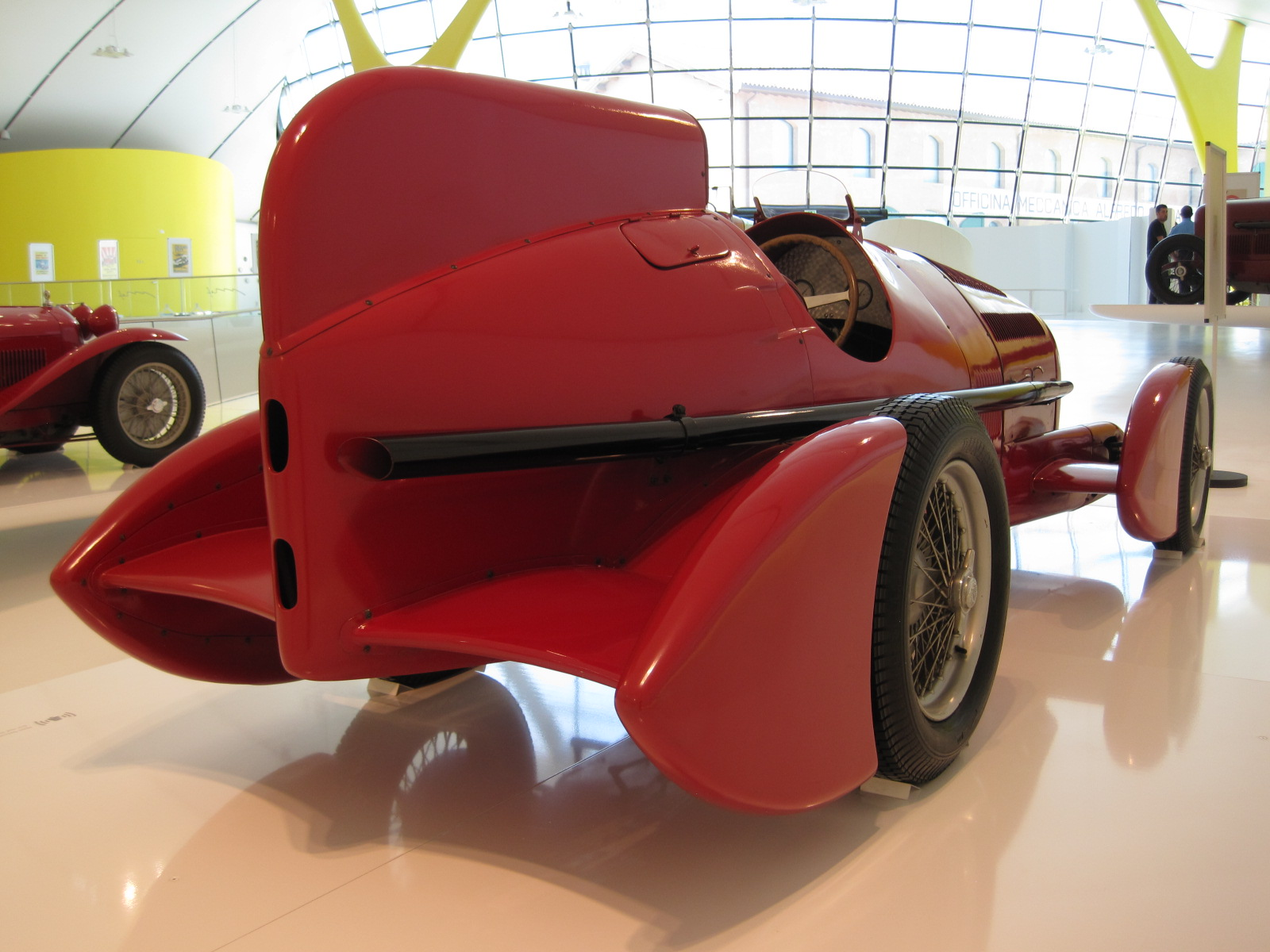
Alfa Romeo Tipo B/P3 Aerodinamica, Muzeum Enzo Ferrariho (2013)
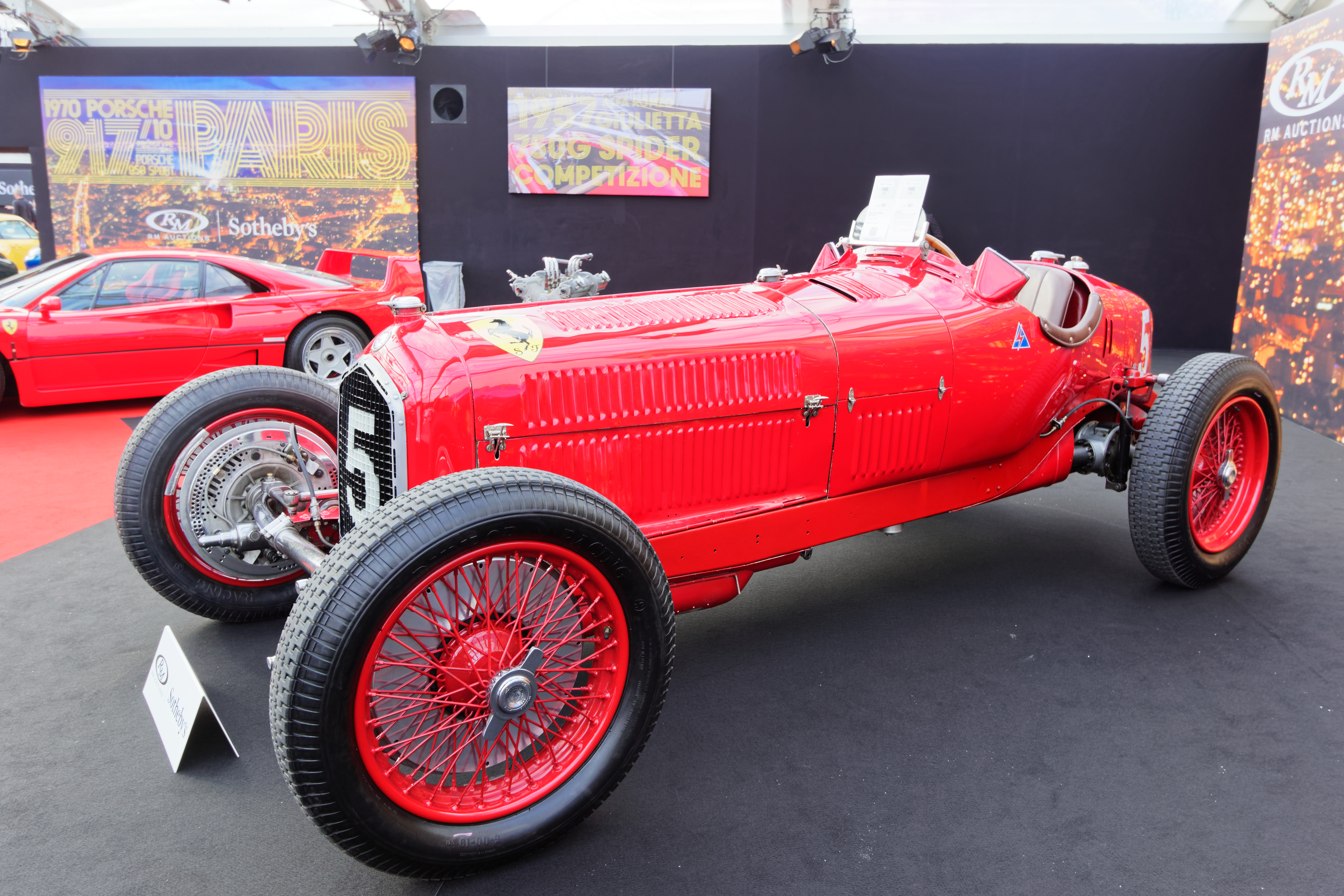
Alfa Romeo Tipo B/P3 z roku 1934 vystavená na akci RM Sotheby's v Les Invalides v Paříži (2017)
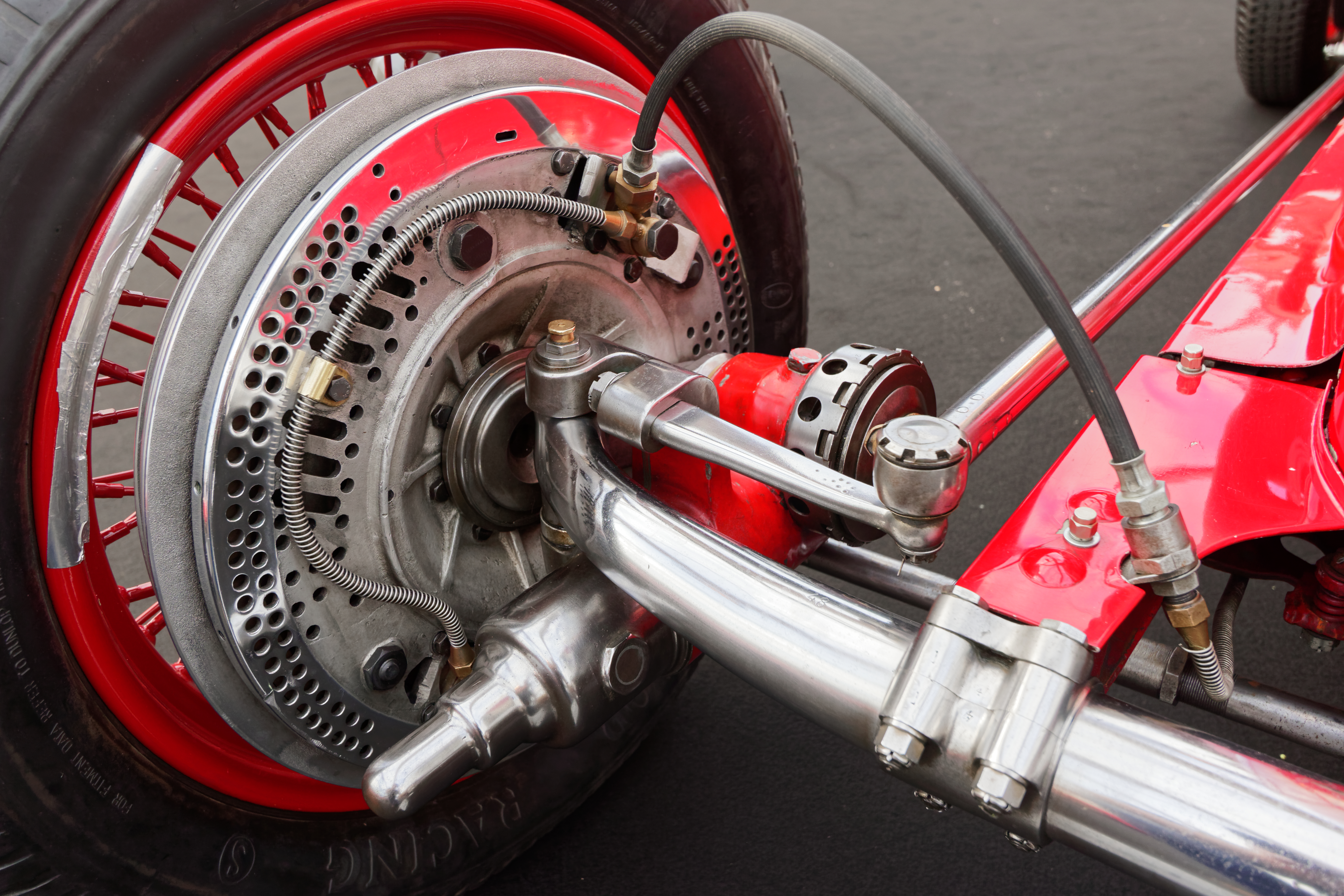
Alfa Romeo Tipo B/P3 z roku 1934, přední zavěšení Dubonnet
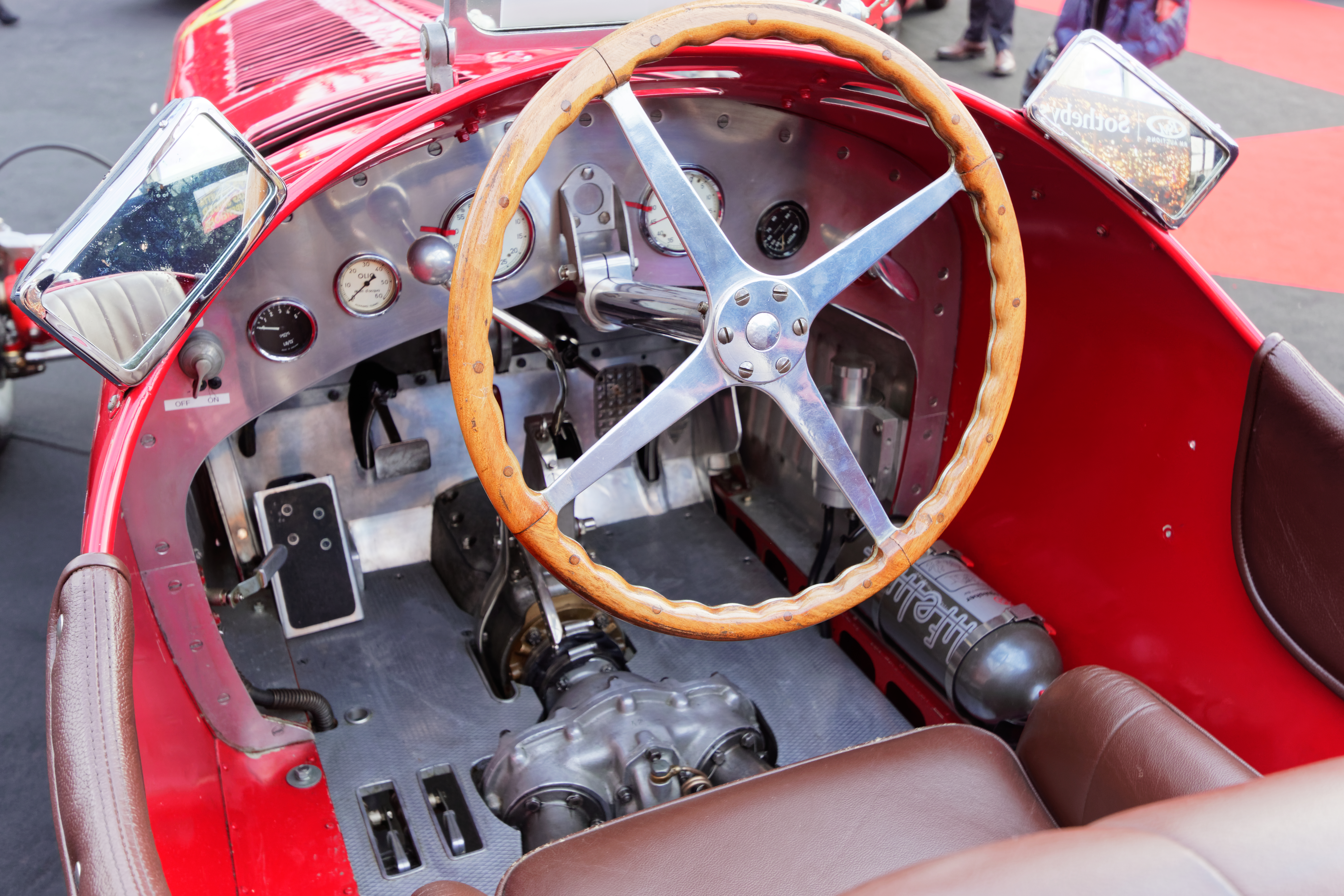
Alfa Romeo Tipo B/P3 z roku 1934, kokpit s dvojicí hnacích hřídelů